# Айша бинт Фейсал
Айша бинт Фейсал (араб. عائشة بنت فيصل‎; род. 27 марта 1997, Амман) — принцесса Иордании и общественный деятель, сестра-близнец принцессы Сары.

## Биография
Айша бинт Фейсал родилась 27 марта 1997 года в Аммане в семье принца Фейсала ибн Хусейна и его первой жены, принцессы Алии Таббаа. У неё есть сестра-близнец, принцесса Сара (род. 1997), а также старшая сестра, принцесса Айя (род. 1990) и старший брат, принц Омар (род. 1993).
Айша бинт Фейсал получила начальное и среднее образование в Аммане, закончив частную школу, а затем поступила в Вестминстерский университет, который закончила в степени магистра в области права и юриспруденции.
С июля 2020 года принцесса Айша работает в Generations For Peace в качестве координатора исследований образования и информационно-пропагандистской работы. Она занимается деятельностью, которая направлена на сотрудничество с рядом образовательных организаций, а также привлечением молодёжи в деятельность программы.